# Psychotria novohiberiensis
Psychotria novohiberiensis är en måreväxtart som beskrevs av Seymour Hans Sohmer. Psychotria novohiberiensis ingår i släktet Psychotria och familjen måreväxter. Inga underarter finns listade i Catalogue of Life.